# Provaglio d'Iseo
Provaglio d'Iseo är en ort och kommun i provinsen Brescia i regionen Lombardiet i Italien. Kommunen hade 7 369 invånare (2018).